# Photedes ochracea-suffusa
Photedes ochracea-suffusa là một loài bướm đêm trong họ Noctuidae.